# Matrix Powertag
El Matrix Powertag (codi UCI: MTR) és un equip ciclista japonès professional en ruta, de categoria Continental. Es va fundar el 2006.

## Principals resultats
- Tour de Kumano: Benjamí Prades (2015), José Vicente Toribio (2017), Orluis Aular (2019)
- Volta a Okinawa: Junya Sano (2017)
- Ronda Pilipinas: Francisco Mancebo (2019)

### Grans Voltes
- Tour de França
  - 0 participacions

- Giro d'Itàlia
  - 0 participacions

- Volta a Espanya
  - 0 participacions

## Classificacions UCI
A partir del 2006 l'equip participa en les proves dels circuits continentals, especialment a l'UCI Àsia Tour.
UCI Àsia Tour
| Temporada | Classificació per equips | Millor ciclista en la classificació individual |
| --------- | ------------------------ | ---------------------------------------------- |
| 2006      | 32è                      | Ken Hashikawa (97è)                            |
| 2007      | 42è                      | Ken Hashikawa (169è)                           |
| 2008      | 48è                      | Masahiko Mifune (192è)                         |
| 2009      | 48è                      | Naoto Ise (187è)                               |
| 2011      | 52è                      | Takahiro Yamashita (240è)                      |
| 2012      | 48è                      | Mariusz Wiesiak (151è)                         |
| 2013      | 46è                      | Vicente García de Mateos (153è)                |
| 2014      | 63è                      | Eduard Prades (216è)                           |
| 2015      | 19è                      | Benjamí Prades (16è)                           |
| 2016      | 53è                      | José Vicente Toribio (190è)                    |
| 2017      | 25è                      | José Vicente Toribio (31è)                     |
| 2018      | 35è                      | Junya Sano (51è)                               |
| 2019      | 4t                       | Junya Sano (151è)                              |

UCI Europa Tour
| Temporada | Classificació per equips | Millor ciclista en la classificació individual |
| --------- | ------------------------ | ---------------------------------------------- |
| 2011      | 116è                     | Mariusz Wiesiak (1202è)                        |
| 2012      | 107è                     | Mariusz Wiesiak (532è)                         |
| 2014      | 85è                      | Eduard Prades (126è)                           |